# Congedo di Cristo dalla Madre

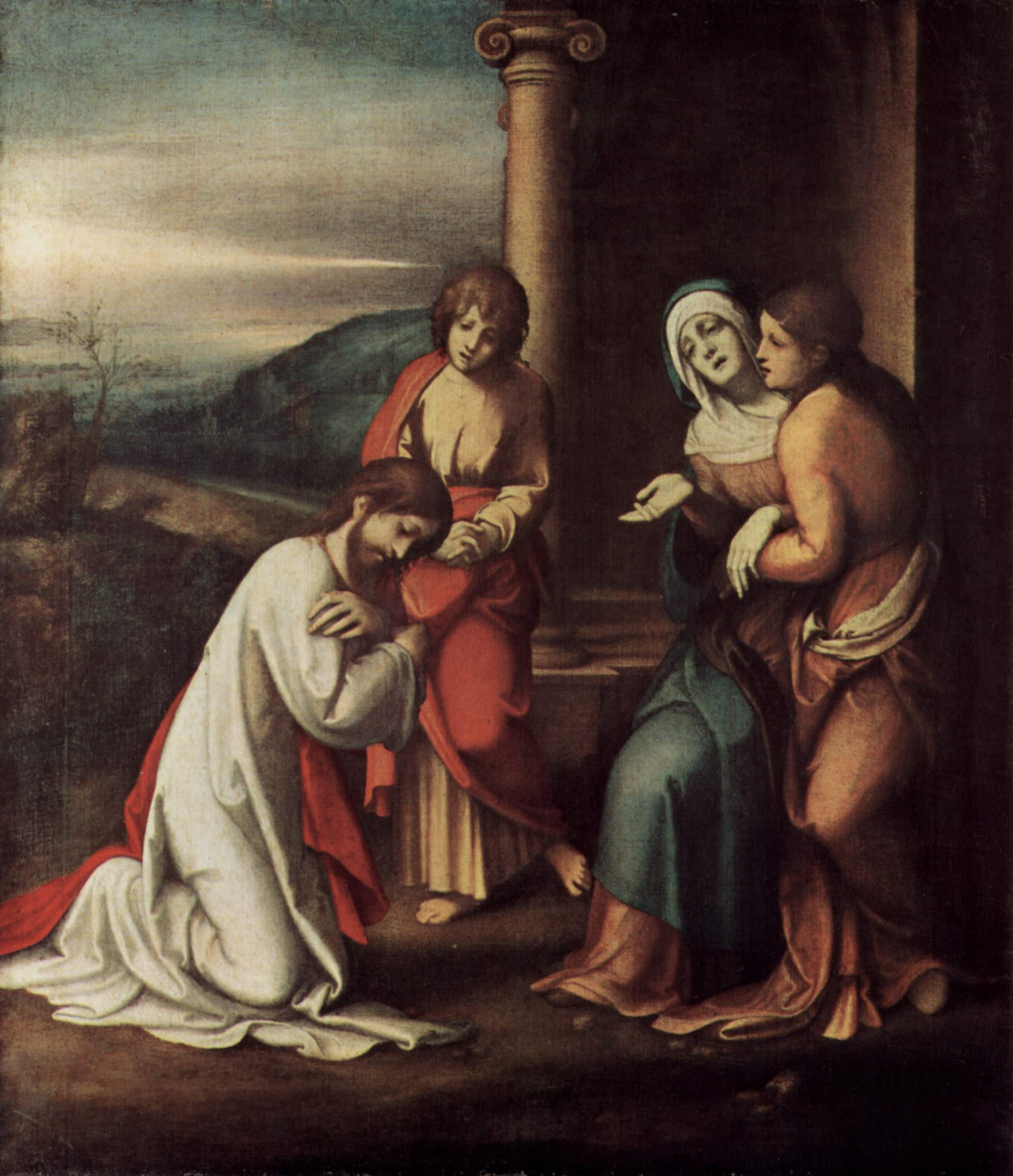
Correggio, Congedo di Cristo dalla Madre, 1517-1518, olio su tela, Londra, National Gallery.

Il congedo di Cristo dalla Madre (o commiato di Cristo da Maria) è un episodio della vita di Gesù non narrato dai vangeli canonici ma tramandato dalla trattatistica medievale.

## Storia
Si tratta di un tema alquanto raro nell'iconografia sacra, rappresentato da artisti quali Lorenzo Lotto, Correggio, Albrecht Altdorfer, Albrecht Dürer e Giovanni Lanfranco. La scena rappresenta il tragico momento della separazione di Cristo dalla Vergine nell'imminenza della Passione; secondo la tradizione, poco prima della Domenica delle palme, Gesù avrebbe visitato la Madre nella casa di Nazareth (o, desumibilmente, di Betania) per annunciarle il suo definitivo trasferimento a Gerusalemme dove avrebbe trovato la morte.
Gli artisti hanno tratteggiato gli elementi patetici dell'episodio, raffigurando la Vergine priva di sensi tra le braccia di Maria Maddalena e Giovanni e un Cristo rassegnato, in atteggiamento mite e addolorato, genuflesso di fronte alla Madre. Tra i soggetti più toccanti del mondo sacro, non deve essere confuso con l'apparizione di Cristo alla Madre, avvenuta dopo la risurrezione.

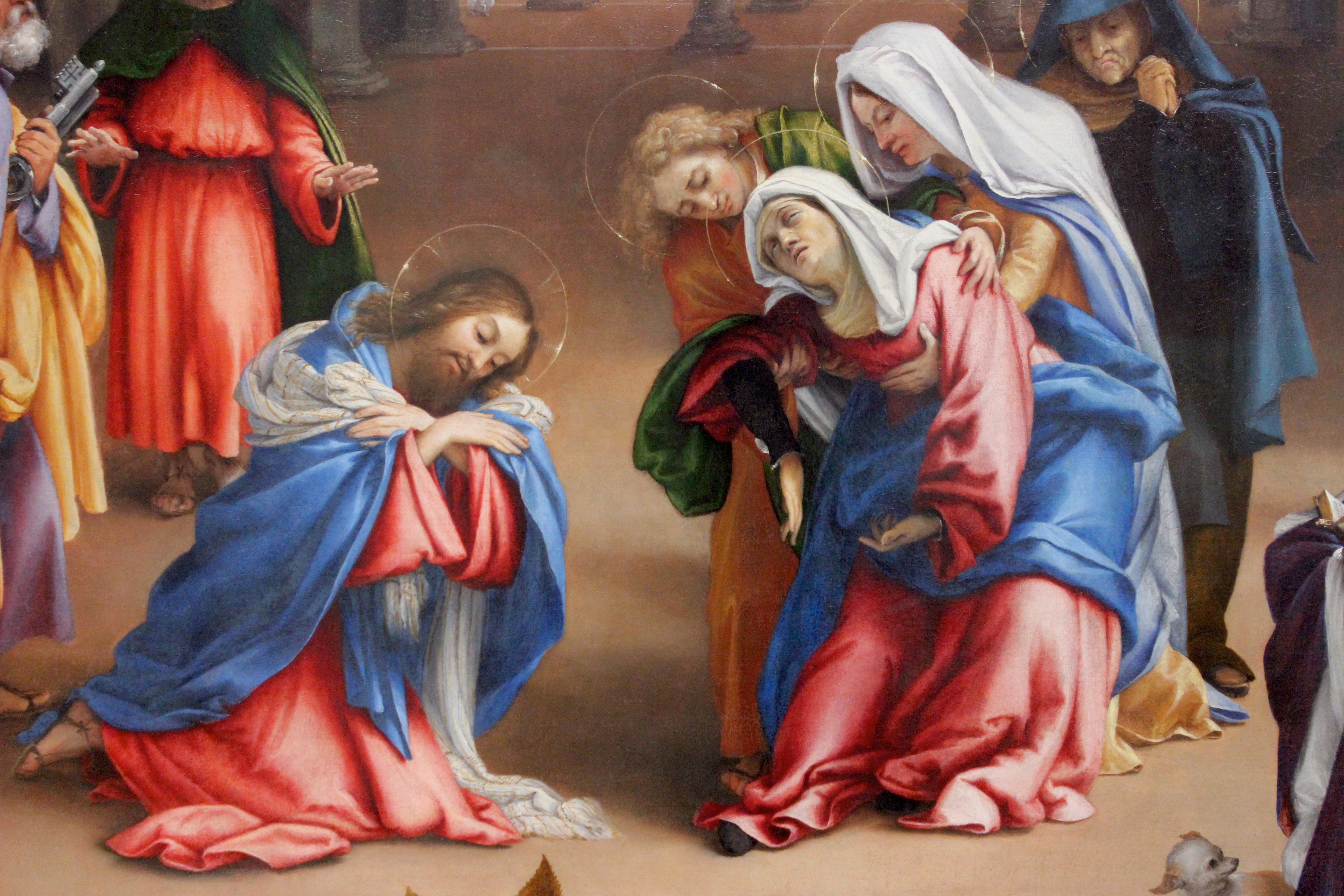
Lorenzo Lotto, Commiato di Cristo dalla madre, particolare.

## Arte
Tra le opere conosciute con questo tema si ricordano:
- Correggio, Commiato di Cristo dalla madre, 1517-1518, olio su tela, 87 x 77 cm, Londra, National Gallery.
- Defendente Ferrari, Congedo di Cristo dalla madre, 1520, Firenze, Fondazione Longhi.
- Bernard Strigel, Cristo si congeda dalla madre, 1520 circa, olio su tavola, 86,5 x 71,5 cm, Berlino, Gemäldegalerie.
- Albrecht Altdorfer, Commiato di Cristo dalla madre, 1520, olio, 141x111 cm, Londra, National Gallery.
- Lorenzo Lotto, Commiato di Cristo dalla Madre, 1521, olio su tela, 126 x 99 cm, Berlino, Gemäldegalerie.
- Maestro di Meßkirch, Commiato di Cristo dalla madre, 1536
- Giuseppe Giovenone il giovane, Congedo di Cristo dalla madre, 1570 ca., olio su tavola, Vercelli, chiesa di Caresanablot
- Autore ignoto, Cristo che si congeda dalla Madre, affresco del XIV secolo, cappella della Madonna Mora al Santo, Padova[1]
- Albrecht Dürer, Cristo si congeda dalla Madre, xilografia del 1508-1509, proprieta' dell'Accademia dei Lincei[2]